# August Zinn
Pour les articles homonymes, voir Zinn.
Friedrich Karl August Zinn (né le 20 août 1825 à Ilbesheim et mort le 17 novembre 1897 à Eberswalde) est un médecin allemand et député du Reichstag. 

## Biographie
Zinn étudie dans les écoles de Kaiserslautern et Deux-Ponts. Il étudie d'abord à l'Université de la forêt d'Aschaffenbourg (de), où il est devient membre du Corps Hubertia (de) en 1845. Après avoir terminé ses études, il est devient fonctionnaire forestier, mais doit s'enfuir en Suisse en 1849 en tant que partisan du mouvement politique de 1848/1849. Là, il étudie la médecine à l'Université de Zurich. En 1853, il devient médecin assistant à l'hôpital cantonal de Zurich et à l'asile psychiatrique. Formé sous la direction de Christian Friedrich Wilhelm Roller (de) à Illenau, Vienne et Prague, il est médecin généraliste à Thalwil près de Zurich de 1858 à 1864. De 1864 à 1872, il est directeur et premier médecin de l'asile psychiatrique Saint-Pirminsberg de Saint-Gall. Il reçoit la citoyenneté d'honneur de la ville et du canton de Saint-Gall en 1867 "en reconnaissance de ses réalisations dans le domaine de la psychiatrie et des soins de santé publics". À partir de 1872, il est membre du conseil d'administration de l'Association des médecins allemands spécialistes des maladies mentales. En 1872, Zinn devient directeur et médecin-chef de l'asile psychiatrique d'État à Eberswalde. L'hôpital Martin Gropius émerge de l'établissement, où la rue «Dr.-Zinn-Weg» rappelle le médecin. 
De 1874 à 1881, il est député du Reichstag pour la 6e circonscription du Palatinat (Kaiserslautern, Kirchheimbolanden) et fait partie de groupes parlementaires changeants. Il démissionne du groupe parlementaire du Parti progressiste au cours de la deuxième législature, rejoint le groupe Löwe-Berger en 1877 et, après sa dissolution, le groupe libéral. En 1884, il est élu membre de la Léopoldine.